# Ya tebia nikogda ne zaboudou
Pour plus de détails, voir Fiche technique et Distribution.
Ya tebia nikogda ne zaboudou (Я тебя никогда не забуду, Je ne t'oublierai jamais) est un film soviétique réalisé par Pavel Kadotchnikov, sorti en 1983,.

## Fiche technique
- Photographie : Alexandre Tchirov
- Musique : Vladislav Kladnitski
- Décors : Alexeï Fedotov
- Montage : V. Nesterova